# Cerisy-Buleux
Cerisy-Buleux é uma comuna francesa na região administrativa de Altos da França, no departamento de Somme. Estende-se por uma área de 5,6 km². Em 2010 a comuna tinha 270 habitantes (densidade: 48,2 hab./km²).